# Gastrozona proterva
Gastrozona proterva är en tvåvingeart som beskrevs av Erich Martin Hering 1938. Gastrozona proterva ingår i släktet Gastrozona och familjen borrflugor. Inga underarter finns listade i Catalogue of Life.